# Campionato nordamericano maschile under 19 di pallavolo 2018
Il Campionato nordamericano maschile under 19 di pallavolo 2018 si è svolto dal 6 al 10 giugno 2018 a San José, in Costa Rica: al torneo hanno partecipato sette squadre nazionali Under-19 nordamericane e la vittoria finale è andata per la quarta volta, la seconda consecutiva, a Cuba.

## Impianti
|                                                                  |  |  |
|                                                                  |  |  |
| Gimnasio Nacional Città: San José Capienza: - Anno d'apertura: - |  |  |

## Regolamento

### Formula
Le squadre hanno disputato una prima fase a gironi con formula del girone all'italiana; al termine della prima fase:
- Le prime tre classificate di ogni girone hanno acceduto alla fase finale, strutturata in quarti di finale, a cui hanno partecipato solo le seconde e le terze classificate, semifinali, finale per il terzo posto e finale.
- Le formazioni sconfitte ai quarti di finale hanno acceduto alla finale per il quinto posto.

### Criteri di classifica
Se il risultato finale è stato di 3-0 sono stati assegnati 5 punti alla squadra vincente e 0 a quella sconfitta, se il risultato finale è stato di 3-1 sono stati assegnati 4 punti alla squadra vincente e 1 a quella sconfitta, se il risultato finale è stato di 3-2 sono stati assegnati 3 punti alla squadra vincente e 2 a quella sconfitta.
L'ordine del posizionamento in classifica è stato definito in base a:
- Numero di partite vinte;
- Punti;
- Ratio dei set vinti/persi;
- Ratio dei punti realizzati/subiti;
- Risultati degli scontri diretti.

## Squadre partecipanti
| Squadra     | Qualificazione      | Ultima partecipazione |
| ----------- | ------------------- | --------------------- |
| Costa Rica  | Paese organizzatore | Cuba 2016             |
| Cuba        | -                   | Cuba 2016             |
| Guatemala   | -                   | Messico 2010          |
| Honduras    | -                   | ?                     |
| Nicaragua   | -                   | Cuba 2016             |
| Porto Rico  | -                   | Stati Uniti 2014      |
| Stati Uniti | -                   | Cuba 2016             |

## Torneo

### Fase a gironi
| Girone A   | Girone B    |
| ---------- | ----------- |
| Costa Rica | Cuba        |
| Nicaragua  | Guatemala   |
| Porto Rico | Honduras    |
|            | Stati Uniti |

#### Girone A

##### Risultati
| 6 giugno 2018 Gimnasio Nacional, San José Durata: 1h:02 - Spettatori: 100 | Porto Rico | 3 - 0 | Nicaragua  | 25-12, 25-11, 25-20        |
| 7 giugno 2018 Gimnasio Nacional, San José Durata: 1h:41 - Spettatori: 250 | Costa Rica | 3 - 1 | Nicaragua  | 25-21, 23-25, 25-14, 27-25 |
| 8 giugno 2018 Gimnasio Nacional, San José Durata: 1h:05 - Spettatori: 500 | Costa Rica | 0 - 3 | Porto Rico | 13-25, 16-25, 12-25        |

##### Classifica
| Pos | Squadra    | Pt | G | V | P | SV | SP | Ratio | PF  | PS  | Ratio |
| --- | ---------- | -- | - | - | - | -- | -- | ----- | --- | --- | ----- |
| 1   | Porto Rico | 10 | 2 | 2 | 0 | 6  | 0  | MAX   | 150 | 84  | 1,786 |
| 2   | Costa Rica | 4  | 2 | 1 | 1 | 3  | 4  | 0,750 | 141 | 160 | 0,881 |
| 3   | Nicaragua  | 1  | 2 | 0 | 2 | 1  | 6  | 0,167 | 128 | 175 | 0,731 |

#### Girone B

##### Risultati
| 6 giugno 2018 Gimnasio Nacional, San José Durata: 1h:19 - Spettatori: 200 | Guatemala   | 0 - 3 | Stati Uniti | 23-25, 14-25, 18-25        |
| 6 giugno 2018 Gimnasio Nacional, San José Durata: 0h:53 - Spettatori: 150 | Cuba        | 3 - 0 | Honduras    | 25-9, 25-10, 25-10         |
| 7 giugno 2018 Gimnasio Nacional, San José Durata: 1h:02 - Spettatori: 75  | Cuba        | 3 - 0 | Guatemala   | 25-13, 25-12, 25-18        |
| 7 giugno 2018 Gimnasio Nacional, San José Durata: 1h:09 - Spettatori: 200 | Honduras    | 0 - 3 | Stati Uniti | 16-25, 15-25, 14-25        |
| 8 giugno 2018 Gimnasio Nacional, San José Durata: 1h:43 - Spettatori: 125 | Honduras    | 1 - 3 | Guatemala   | 21-25, 25-23, 18-25, 11-25 |
| 8 giugno 2018 Gimnasio Nacional, San José Durata: 1h:35 - Spettatori: 400 | Stati Uniti | 0 - 3 | Cuba        | 19-25, 19-25, 26-28        |

##### Classifica
| Pos | Squadra     | Pt | G | V | P | SV | SP | Ratio | PF  | PS  | Ratio |
| --- | ----------- | -- | - | - | - | -- | -- | ----- | --- | --- | ----- |
| 1   | Cuba        | 15 | 3 | 3 | 0 | 9  | 0  | MAX   | 228 | 136 | 1,676 |
| 2   | Stati Uniti | 10 | 3 | 2 | 1 | 6  | 3  | 2,000 | 214 | 178 | 1,202 |
| 3   | Guatemala   | 4  | 3 | 1 | 2 | 3  | 7  | 0,429 | 196 | 225 | 0,871 |
| 4   | Honduras    | 1  | 3 | 0 | 3 | 1  | 9  | 0,111 | 149 | 248 | 0,601 |

### Fase finale

#### Finali 1º e 3º posto
|  | Quarti      | Quarti      |            |            | Semifinali         | Semifinali         |  |  | Finale 1º/2º posto | Finale 1º/2º posto |
|  |             |             |            |            |                    |                    |  |  |                    |                    |
|  |             |             |            |            |                    |                    |  |  |                    |                    |
|  |             |             |            |            |                    |                    |  |  |                    |                    |
|  | -           | -           |            |            |                    |                    |  |  |                    |                    |
|  | -           | -           |            |            |                    |                    |  |  |                    |                    |
|  | -           | -           |            |            |                    |                    |  |  |                    |                    |
|  | -           | -           | Cuba       | 3          |                    |                    |  |  |                    |                    |
|  |             |             | Cuba       | 3          |                    |                    |  |  |                    |                    |
|  |             | Guatemala   | 0          |            |                    |                    |  |  |                    |                    |
|  | Costa Rica  | Guatemala   | 0          | 2          |                    |                    |  |  |                    |                    |
|  | Costa Rica  |             |            | 2          |                    |                    |  |  |                    |                    |
|  | Guatemala   | 3           |            |            |                    |                    |  |  |                    |                    |
|  | Guatemala   | 3           | Cuba       | 3          |                    |                    |  |  |                    |                    |
|  |             |             | Cuba       | 3          |                    |                    |  |  |                    |                    |
|  |             | Stati Uniti | 0          |            |                    |                    |  |  |                    |                    |
|  | -           | Stati Uniti | 0          | -          |                    |                    |  |  |                    |                    |
|  | -           |             |            | -          |                    |                    |  |  |                    |                    |
|  | -           | -           |            |            |                    |                    |  |  |                    |                    |
|  | -           | -           | Porto Rico | 0          | Finale 3º/4º posto | Finale 3º/4º posto |  |  |                    |                    |
|  |             |             | Porto Rico | 0          | Finale 3º/4º posto | Finale 3º/4º posto |  |  |                    |                    |
|  |             | Stati Uniti | 3          |            |                    |                    |  |  |                    |                    |
|  | Stati Uniti | Stati Uniti | 3          | 3          | Guatemala          | 1                  |  |  |                    |                    |
|  | Stati Uniti |             |            | 3          | Guatemala          | 1                  |  |  |                    |                    |
|  | Nicaragua   | 0           |            | Porto Rico | 3                  |                    |  |  |                    |                    |
|  | Nicaragua   | 0           |            |            | 3                  |                    |  |  |                    |                    |
|  |             |             |            |            |                    |                    |  |  |                    |                    |
|  |             |             |            |            |                    |                    |  |  |                    |                    |

##### Quarti di finale
| 9 giugno 2018 Gimnasio Nacional, San José Durata: 2h:01 - Spettatori: 100 | Costa Rica  | 2 - 3 | Guatemala | 23-25, 25-22, 25-18, 25-27, 13-15 |
| 9 giugno 2018 Gimnasio Nacional, San José Durata: 1h:01 - Spettatori: 100 | Stati Uniti | 3 - 0 | Nicaragua | 25-21, 25-14, 25-13               |

##### Semifinali
| 9 giugno 2018 Gimnasio Nacional, San José Durata: 0h:58 - Spettatori: 150 | Cuba       | 3 - 0 | Guatemala   | 25-10, 25-17, 25-15 |
| 9 giugno 2018 Gimnasio Nacional, San José Durata: 1h:21 - Spettatori: 150 | Porto Rico | 0 - 3 | Stati Uniti | 17-25, 19-25, 20-25 |

##### Finale 5º posto
| 10 giugno 2018 Gimnasio Nacional, San José Durata: 1h:32 - Spettatori: 200 | Costa Rica | 1 - 3 | Nicaragua | 25-19, 19-25, 19-25, 9-25 |

##### Finale 3º posto
| 10 giugno 2018 Gimnasio Nacional, San José Durata: 1h:34 - Spettatori: 900 | Guatemala | 1 - 3 | Porto Rico | 25-20, 19-25, 13-25, 17-25 |

##### Finale
| 10 giugno 2018 Gimnasio Nacional, San José Durata: 1h:20 - Spettatori: 1 100 | Cuba | 3 - 0 | Stati Uniti | 25-17, 25-17, 25-20 |

## Classifica finale
| Pos     | Squadra     | Rosa |
| ------- | ----------- | --- |
| Oro     | Cuba        | Formazione: 1 Gutiérrez, 2 Thondike, 7 Gómez, 8 Chirino, 9 González, 10 Bolaños, 11 Ibar, 14 Allen, 16 Andreu, 19 Ramírez, 20 Hernández, CT: Izquierdo           |
| Argento | Stati Uniti | Formazione: 2 Karlous, 3 Briggs, 4 Knipe, 5 Tangutur, 10 Smith, 12 Deluzio, 13 Knight, 14 Hartley, 15 Hill, 16 Godbold, 18 Solan, 19 Gates, CT: Keller           |
| Bronzo  | Porto Rico  | Formazione: 1 Hoyos, 2 Ramírez, 3 Santa Cruz, 4 Acevedo, 5 Negrón, 6 Hernández, 7 Adames, 8 Berríos, 9 Rosich, 11 Marín, 12 Mercado, 13 Dávila, CT: Albarrán     |
| 4.      | Guatemala   | Formazione: 1 Gamboa, 2 Estrada, 4 Hoil, 6 Caballeros, 7 Alvarado, 8 Ralón, 9 Zúñiga, 10 Escobar, 11 Mejia, 12 Ismalej, 15 Hernández, 17 González, CT: Castañeda |
| 5.      | Nicaragua   | Formazione: 1 Cano, 2 Sacasa, 3 Calero, 4 Lozano, 5 Carcache, 6 Zamora, 7 Bermúdez, 8 Monterrey, 9 Cerda, 10 Sandoval, 11 Maltez, 12 Morales, CT: Mena           |
| 6.      | Costa Rica  | Formazione: 1 K. Alfaro, 2 K. Vargas, 5 Guzmán, 6 Mc Donald, 7 Smith, 8 Diaz, 10 Miranda, 11 Arrieta, 12 Jiménez, 13 Á. Vargas, 15 Cruz, 20 R. Alfaro, CT: Acuña |
| 7.      | Honduras    | Formazione: 1 Gernat, 2 Orellana, 4 Palma, 5 Cruz, 6 García, 9 Escoto, 10 Azar, 12 Aguirre, 13 Arriola, 16 Pineda, 17 Santos, 23 Paredes, CT: Castillo           |

## Premi individuali
| Premio                | Nome               | Squadra   |
| --------------------- | ------------------ | --------- |
| MVP                   | Christian Thondike | Cuba      |
| Miglior realizzatore  | David Ismalej      | Guatemala |
| Miglior servizio      | Christian Thondike | Cuba      |
| Miglior difesa        | Jordan Carcache    | Nicaragua |
| Miglior ricevitore    | Ricardo Gómez      | Cuba      |
| Miglior palleggiatore | Christian Thondike | Cuba      |
| Miglior opposto       | Alexei Ramírez     | Cuba      |
| Miglior schiacciatore | José Gutiérrez     | Cuba      |
| Miglior schiacciatore | Víctor Andreu      | Cuba      |
| Miglior centrale      | Luis Allen         | Cuba      |
| Miglior centrale      | Yeyco Jiménez      | Cuba      |
| Miglior libero        | Jordan Carcache    | Nicaragua |